# Reinaldo (ur. 1957)
Reinaldo, właśc. José Reinaldo de Lima (ur. 11 stycznia 1957) – brazylijski piłkarz.

## Kariera piłkarska
- 1973-1985: Clube Atlético Mineiro (gdzie zdobył 255 goli, co było rekordem klubu)
- 1985: SE Palmeiras
- 1986: Atlético Rio Negro Clube
- 1986: Cruzeiro EC
- 1987: BK Häcken
- 1988: Stormvogels Telstar